# Stemmiulus verus
Stemmiulus verus är en mångfotingart. Stemmiulus verus ingår i släktet Stemmiulus och familjen Stemmiulidae. Inga underarter finns listade i Catalogue of Life.